# Poskus kapljanja smole
Poskus kapljanja smole je dolgotrajen poskus merjenja pretoka kosa mineralne smole. Smola je tu krovni izraz za vrsto viskoznih kapljevin, običajno se uporablja bitumen (sestavina asfalta). Tečejo zelo počasi, običajno traja več let, da nastane in odpade kaplja.

## Poskus Univerze Queenslanda
Najbolj znano izvedenko je leta 1927 postavil fizik Thomas Parnell na Univerzi Queenslanda v avstralskem Brisbanu kot demonstracijo, s katero je želel pokazati študentom, da so nekatere snovi, ki jih uporabljamo kot trdnine, v resnici le zelo viskozne kapljevine. Segrel je kos smole in jo nalil v zaprt steklen lij ter tri leta počakal, da se je usedla. Leta 1930 je nato odrezal konico vratu lija in pustil, da je smola začela teči. Poskus je pokrit s steklenim zvonom na ogled pred eno od predavalnic Univerze Queenslanda.
Vsaka kaplja se oblikuje in pade na malo manj kot deset let, prvič se je to zgodilo šele leta 1938. Po Parnellovi upokojitvi je poskus nekaj časa pozabljen stal v omari, dokler ni skrbništva leta 1961 prevzel njegov naslednik, John Mainstone. Do takrat so padle šele tri kaplje. Mainstone do konca življenja ni niti enkrat videl padca kaplje: leta 1979 je padla čez vikend, leta 1988 pa je bil poskus na ogled na avstralskem razstavnem prostoru na svetovni razstavi Expo 88, ko je padla naslednja – a je Mainstone takrat ravno skočil po pijačo. Konec 1980. let so prostor klimatizirali, kar je znižalo temperaturo zraka, zato smola odtlej kaplja na vsakih 13–14 let. Iz podatkov prvih sedmih kapelj pa so fiziki izračunali, da ima 230-milijardkrat večjo viskoznost od vode.
Padec osme kaplje 28. novembra 2000 je bil podrobno spremljan, a zaradi tehničnih težav s spletno kamero sam trenutek padca kaplje spet ni bil spremljan in posnet. Aprila 2014 se je naslednja kaplja dotaknila nakapljane smole v čaši pod lijem in se skoraj ustavila; ko so lij dvignili, da bi zamenjali čašo in dali prostor za preostale kaplje, je podstavek zanihal in kaplja je odpadla. Mainstone je umrl osem mesecev prej, leta 2013, in dogodka ni dočakal; zdaj za poskus skrbi profesor Andrew White.
Poskus kapljanja smole na Univerzi v Queenslandu je vpisan v Guinnessovo knjiga rekordov kot najdlje trajajoči znanstveni poskus na svetu. John Mainstone in Thomas Parnell sta zanj leta 2005 prejela Ig Nobelovo nagrado.

### Časovnica
| Datum         | Dogodek            | Trajanje | Trajanje | Trajanje |
| Datum         | Dogodek            | Let      | Mesecev  | Grafikon |
| ------------- | ------------------ | -------- | -------- | -------- |
| 1927          | Nalita vroča smola |          |          |          |
| Oktober 1930  | Vrat lija odrezan  |          |          |          |
| December 1938 | 1. kaplja          | 8,1      | 98       |          |
| Februar 1947  | 2. kaplja          | 8,2      | 99       |          |
| April 1954    | 3. kaplja          | 7,2      | 86       |          |
| Maj 1962      | 4. kaplja          | 8,1      | 97       |          |
| Avgust 1970   | 5. kaplja          | 8,3      | 99       |          |
| April 1979    | 6. kaplja          | 8,7      | 104      |          |
| Julij 1988    | 7. kaplja          | 9,2      | 111      |          |
| November 2000 | 8. kaplja          | 12,3     | 148      |          |
| April 2014    | 9. kaplja          | 13,4     | 161      |          |

1. ↑  Po padcu 7. kaplje je bila nameščena klima, kar je znižalo povprečno temperaturo zraka v prostoru.
2. ↑  12. april 2014: 9. kaplja se je dotaknila osme; 24. april 2014: 9. kaplja je odpadla med menjavo čaše

## Drugi podobni poskusi
Med ostalimi dolgotrajnimi poskusi kapljanja smole je bolj znan še tisti na Kolidžu svete Trojice v Dublinu, ki je bil postavljen leta 1944. Podatek o njegovem začetku je pozabljen, domnevajo pa, da je pobudo zanj dal Ernest Walton, ki si je prizadeval za promocijo znanosti. Je manj resno zastavljen, saj je dolga desetletja stal pozabljen na neki polici v laboratoriju, in tudi zdaj skrbniki ne spremljajo okoljskih spremenljivk, kot sta zračna vlaga in temperatura. Po drugi strani je smola v njem manj viskozna in kaplja hitreje, kar je leta 2013 omogočilo, da so prvič po 69 letih padec kaplje posneli. Izračun je razkril, da je ta smola približno 20-milijardkrat bolj viskozna od vode.
Obstaja še nekaj drugih, ki so bili po začetku pozabljeni, a so ostali postavljeni in aktivni ter bili znova odkriti po več desetletjih. Med njimi je poskus na Univerzi st. Andrew's na Škotskem, postavljen istega leta kot tisti na Univerzi v Queenslandu, kjer pa smola teče neprekinjeno in ne kaplja. Poskus na Univerzi v Aberystwythu v Walesu je bil po dolgem času ponovno odkrit leta 2013; sodeč po etiketi ga je postavil G.T.R. »Taffy« Evans že leta 1914. Ta smola je mnogo bolj viskozna celo od tiste v poskusu Univerze Queenslanda in bo po oceni trajalo več kot tisoč let, da bo sploh pritekla iz vratu lija ter začela oblikovati kapljo. To razkriva, da je smola slabo definirana snov in da so njene lastnosti močno odvisne od kemične sestave.
William Thomson, bolj znan kot Lord Kelvin, je v 19. stoletju postavil dva podobna demonstracijska poskusa s smolo. V enem je na dno posode s smolo postavil nekaj plutovinastih zamaškov, na površino smole pa nekaj kovinskih nabojev. Naboji so sčasoma potonili na dno, zamaški pa priplavali na vrh. Poleg tega je nalil smolo na vrh lesene rampe in pokazal, da teče podobno kot ledeniki. Njegovi demonstraciji zdaj hrani Hunterjev muzej na Univerzi v Glasgowu.